# Rue Joseph-Bara
La rue Joseph-Bara est une voie située dans le quartier Notre-Dame-des-Champs du 6e arrondissement de Paris.

## Situation et accès
La rue Joseph-Bara est desservie par la ligne B du RER à la gare de Port-Royal et à la gare du Luxembourg. Elle est également accessible depuis la ligne 12 à l’arrêt Notre-Dame-des-Champs ou bien depuis l’arrêt Vavin desservi par la ligne 4.

## Origine du nom

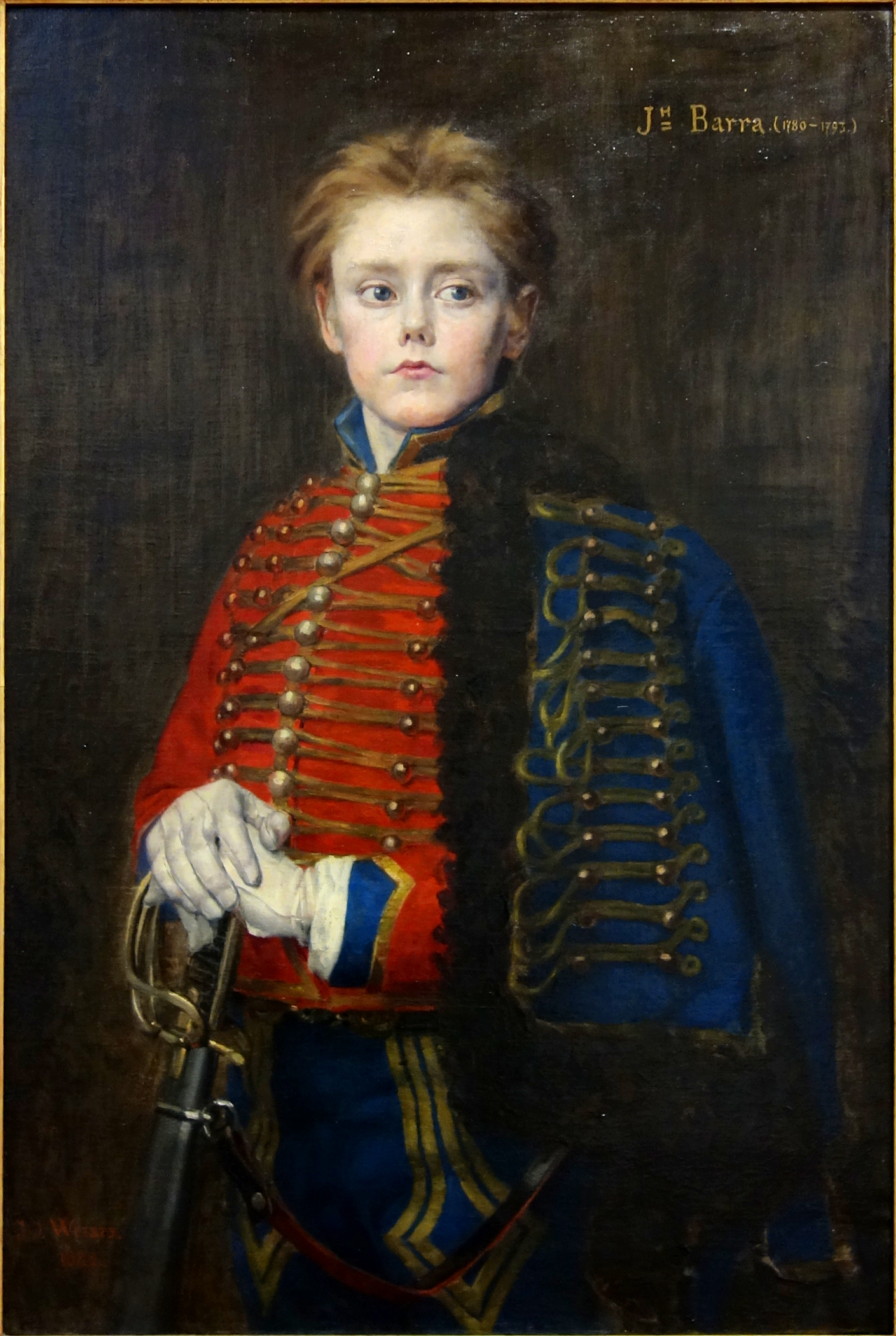
Portrait de Joseph Bara.

Elle porte le nom de Joseph Bara, jeune soldat âgé de 14 ans, tué par les Vendéens, en 1793 et dont la Révolution a fait un héros. Cette rue, précédemment « rue Barat », reçoit cette dénomination en 1880, moment où la Troisième République réactive la mémoire de Joseph Bara, à travers l'odonymie et les arts, notamment plusieurs tableaux représentant La Mort de Bara.

## Historique
Cette voie est ouverte en 1800 sous le nom de « passage Laurette » par le notaire Guérinet, qui avait acquis les terrains de Hus-Lelièvre, apothicaire de Louis XVI, et lui donna le prénom de sa femme. Elle reçoit en 1848 le nom de « rue Carnot » en hommage à l'homme politique Lazare Carnot (1753-1823), puis de « rue Bara » par un arrêté du 4 novembre 1880 avant d'être renommée « rue Joseph-Bara » par un arrêté du 24 juin 1907.

## Bâtiments remarquables et lieux de mémoire
Du côté de la rue d'Assas, l'extrémité occidentale de la rue Joseph-Bara fait face au jardin botanique de la Faculté de pharmacie de Paris.
- No ?? (anciennement 5, passage Laurette, selon le numérotage en vigueur en 1838[3], ultérieurement 9, passage Laurette[4],[5], puis 9 rue Carnot[6]) : emplacement, au moins depuis 1838, du domicile du sculpteur Charles-François Leboeuf dit Nanteuil (1792-1865), membre de l'Institut depuis 1831 où il occupe le fauteuil 17 de la section de sculpture laissé vacant par le décès de son ancien maître Pierre Cartellier (1757-1831). Il est nommé professeur à l'École des Beaux-Arts en 1843 où enseigne également, à partir de 1845, Louis Petitot (1794-1862), un autre ancien élève et gendre de Cartellier. Charles François Leboeuf-Nanteuil décède ici, en son domicile, 9, rue Carnot, le 1er novembre 1865. Il est inhumé le surlendemain au Cimetière du Montparnasse (13e division)[7].
- No 1 (et 110, rue d'Assas) : maison datant de 1820[8].

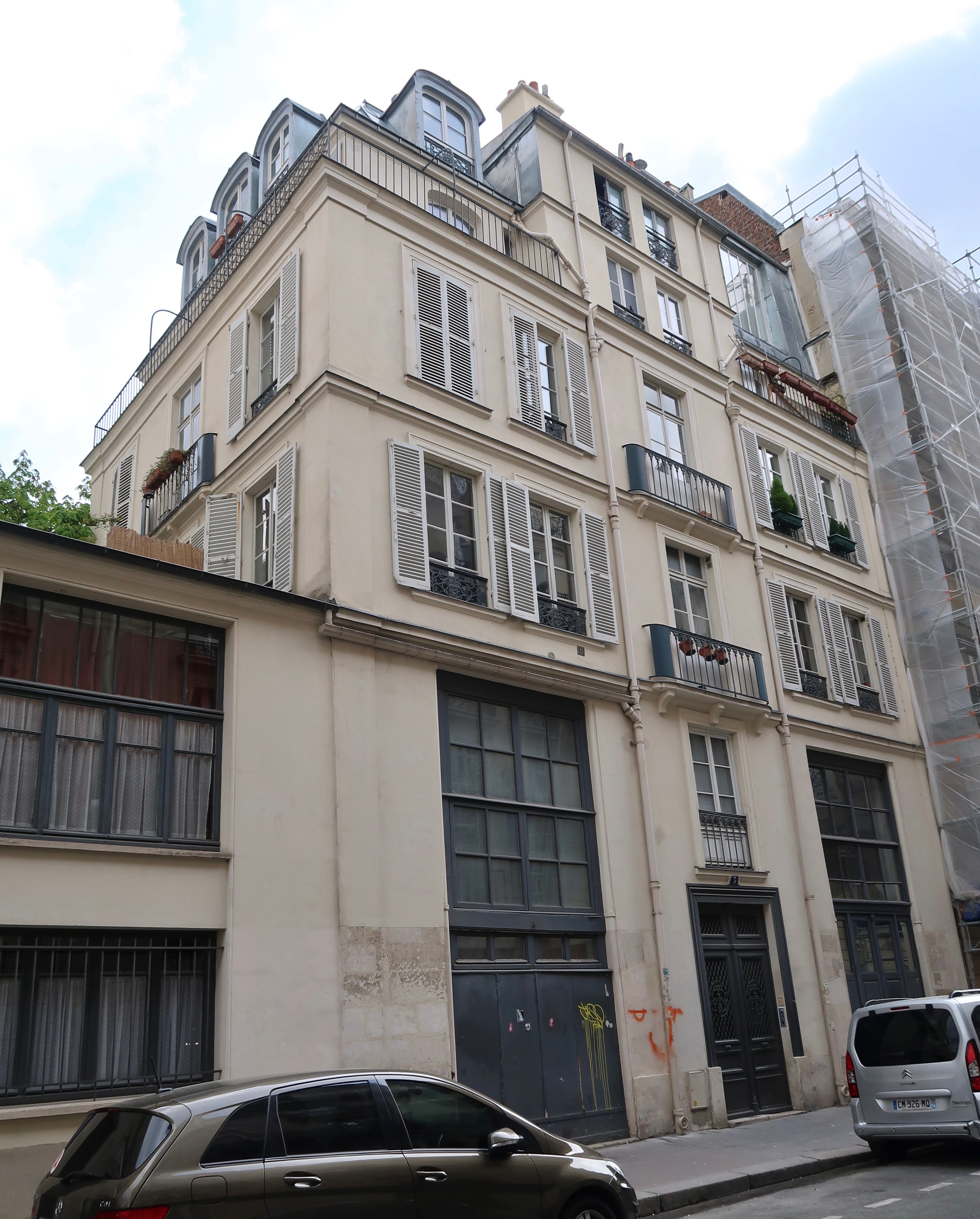
3 :
Appartements et ateliers jadis occupés — entre autres — par Moïse Kisling, Léopold Zborowski, Jules Pascin, Per Krohg...

- No 3 : immeuble de logements et d'ateliers construit en 1870[9].
  - Le 3, « passage Laurette » était, depuis au moins 1833 et jusqu'à sa mort, l'emplacement de l'ancienne demeure du philosophe Pierre Hyacinthe Azaïs (1766-1845) qui précisait à ses lecteurs : « On trouve à ma demeure (rue de l'Ouest, passage Laurette, 3) les ouvrages que je viens d'indiquer[10]. » ;
  - au 3, « rue Bara » était installé, avant 1900, le peintre français Maurice Chabas (1862-1947).
La rue prend sa dénomination actuelle en 1907. Après cette date sont domiciliés, entre autres, au 3, rue Joseph-Bara :
— de 1913 à 1939 Moïse Kisling[11] (1891-1953), peintre polonais, naturalisé français en 1914, 
— de 1913 à 1914 Jules Pascin (1885-1930) peintre et dessinateur bulgare, naturalisé américain en 1920,
— jusqu'en 1916, Rembrandt Bugatti (1884-1916), sculpteur animalier italien (frère d'Ettore Bugatti), qui s'y suicida par intoxication au gaz d'éclairage[12],
— de 1942 à 1971, Kamesuke Hiraga (1889-1971), peintre, graveur et dessinateur japonais,
— Jean Carton (1912 -1988), sculpteur, dessinateur et graveur français, membre titulaire de l'académie des Beaux-Arts, section sculpture (1964-1988).
- No 6 : domicile, à partir des années 1980 d'Évelyne Pisier, de Camille Kouchner et d'Olivier Duhamel[13].
- No 7 : immeuble d'habitation de 1969. Après la mort de Paul Ranson (1861-1909), c'est à cette adresse (alors « rue Bara ») que France Ranson, sa veuve, transféra en 1911 l'Académie Ranson qui avait été fondée en octobre 1908 dans la rue Henry-Monnier. Paul Sérusier (1864-1927) y enseigna. Les Ateliers d'art sacré s'établirent en ce lieu en 1919, avant d'être transférés rue de Furstenberg.
- No 15 « rue Bara » : immeuble d'habitation datant de 1880[14]. Lorsque, en 1900, le général André (1838-1913), s'établit  à Paris où il prend en cette année ses fonctions de ministre de la Guerre (1900-1904), il occupe dans cet immeuble d'angle, au coin de la rue Notre-Dame-des-Champs, un des appartements du rez-de-chaussée[15].

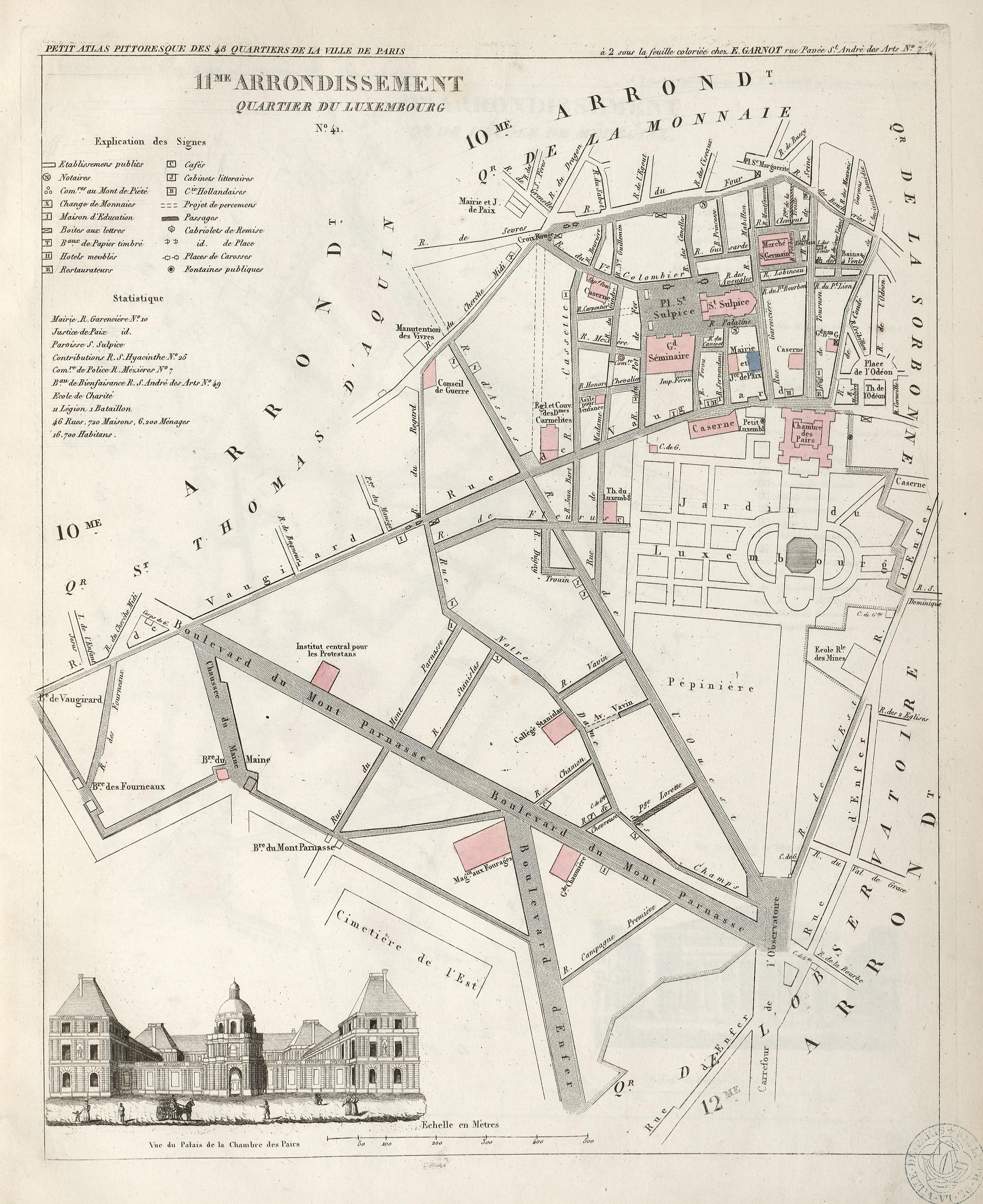
Le passage Lorette dans la première moitié du XIXe siècle, Petit atlas pittoresque.
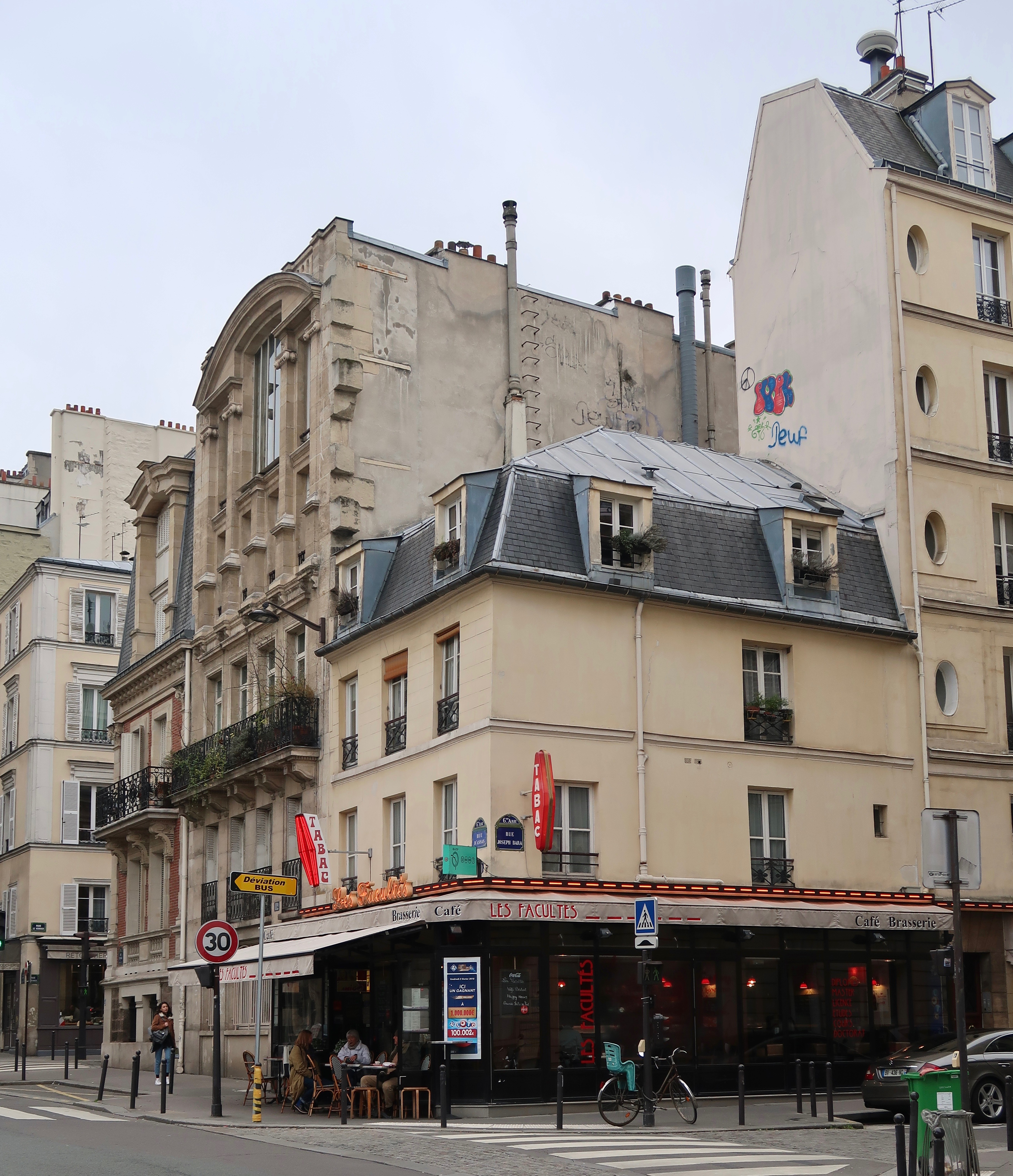
No 1 : café-tabac formant l'angle avec le no 111 rue d'Assas (précédemment « rue de l'Ouest »).
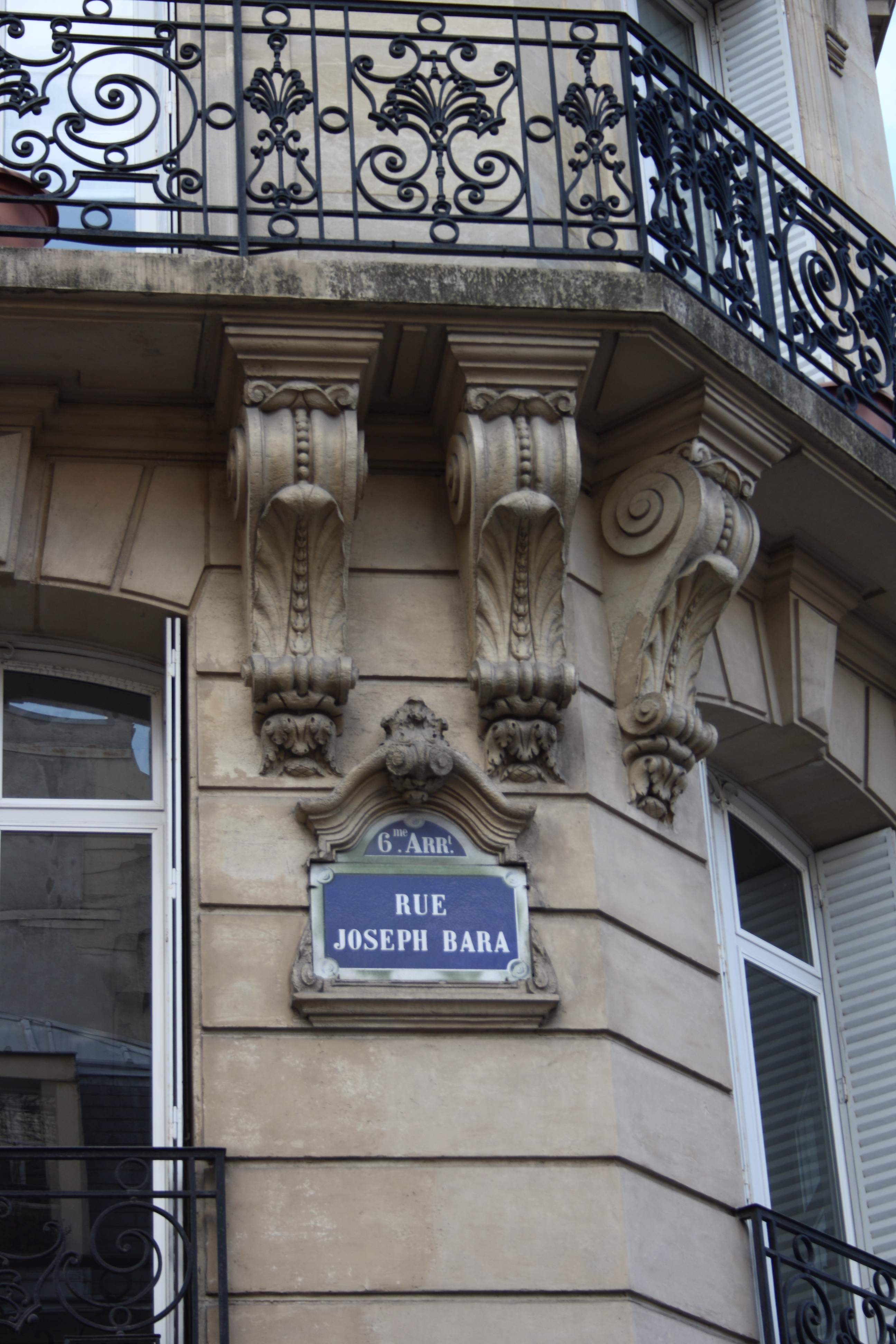
No 15 : plaque de rue et détail du balcon filant.